# Luisa Capetillo
Luisa Capetillo (28 octobre 1879 o– 10 avril 1922) fut l'une des représentantes syndicales les plus connues de Porto Rico. Elle était aussi écrivaine, anarchiste et syndicaliste, militante pour les droits des femmes.

## Enfance et jeunesse
Capetillo est née à Arecibo. Son père, Luis Capetillo Echevarría était espagnol, du Pays basque et sa mère, Luisa Margarita Perone était une immigrante corse. Luis Capetillo a voyagé à Porto Rico avec sa famille à peu près en même temps que Margarita.
Elle a été élevée et instruite à domicile par ses parents à Arecibo, qui étaient tous les deux très libéraux dans leurs idéologies philosophiques et politiques.
En 1898, Capetillo a le premier de ses deux enfants hors mariage. Elle trouve un travail de lectrice dans une compagnie de fabrique de cigares à Arecibo. Après la guerre hispano-américaine, la Compagnie Américaine de Tabac, qui avait gagné le contrôle de la majorité des domaines du tabac de l’île, embauche des personnes pour lire des romans et des faits divers aux travailleurs. Dans l'usine de tabacs, Capetillo a son premier contact avec le syndicat. En 1904, elle commence à écrire des essais sur ses idées, intitulés Mi Opinión (Mon Opinion), qui sont publiés dans des journaux radicaux et syndicaux,.

## Leader syndicale et Militante pour lesdroits des femmes.
Durant une grève de travailleurs agricoles en 1905, Capetillo rédige des tracts et mobilise les travailleurs pour la grève. Elle devient vite l'une des dirigeantes  de la Fédération libre des travailleurs ((es) : Federación Libre de Trabajadores, FLT) affiliée à la Fédération américaine du travail et voyage à travers Porto Rico pour instruire et initier les femmes au syndicalisme. Sa ville natale, Arecibo, devient l'endroit où il y a le plus de syndiqués dans le pays.
En 1908, pendant le congrès de la FLT, Capetillo demande au syndicat d'approuver le projet sur le Droit de vote des femmes. Elle insiste sur le fait que toutes les femmes doivent avoir les mêmes droits de vote que les hommes. Capetillo est considérée comme l'une des premières suffragettes de Porto Rico.
En 1912, Capetillo voyage à New York, où elle mobilise les travailleurs du tabac cubains et portoricains. Plus tard, elle part à Tampa en Floride. Là, elle mobilise, encore une fois, les travailleurs du tabac. En Floride, elle publie la seconde édition de Mi opinión. Elle voyage également à Cuba et en République Dominicaine, où elle rejoint les travailleurs grévistes dans leurs causes.
En 1919, elle provoque les conventions sociales en devenant la première femme portoricaine à porter un pantalon en public. Capetillo est emprisonnée pour ce qui est considéré comme un  « crime », mais plus tard, le juge retire les charges contre elle.
Cette même année, toujours avec d'autres travailleurs syndicalistes, elle aide à faire voter une loi sur le salaire minimum à Porto Rico.
Capetillo meurt le 10 avril 1922, à Porto Rico de la tuberculose. Elle fut enterrée dans le Cimetière Municipal d'Arecibo.

## Postérité
En 1990, un téléfilm intitulé Luisa Capetillo, pasión de justicia (Luisa Capetillo, la passion pour la justice). Il fut dirigé par Sonia Fritz, et Zoraiba Santiago réalisa l'arrangement musical. 
À Arecibo, il existe un Lieu d'Accueil Luisa Capetillo. C'est une organisation à but non lucratif pour défendre les femmes qui ont été maltraitées physiquement ou mentalement. 
En mars 1990, l'Université de Porto Rico fonde le centre Luisa Capetillo Center of Documentation Hall comme part des projets d'études féministes développées par l'Université depuis 1986. Ce centre a reçu l'aide financière de la Fondation industrielle Angel Ramos.